# Цейтлин, Элхонон
Элхонон Цейтлин (15 марта 1902, Рогачёв, Могилёвской губернии — 15 декабря 1941, Варшава) — польский журналист, писатель, поэт, политический и общественный деятель. Писал на идише. Младший сын Гилеля Цейтлина.

## Биография
Получил образование в русской гимназии в Варшаве. Затем продолжил обучение на медицинском факультете Варшавского университета, который не окончил. Во время учёбы вошёл в состав Партии фолкистов, исполнял обязанности генерального секретаря партии в Варшаве.

Вскоре присоединился к сионистскому движению.  Занимал должность главного секретаря варшавского филиала Общества по вопросам здравоохранения еврейского населения (Towarzystwa Ochrony Zdrowia Ludności Żydowskiej w Polsce) и секретаря Союза еврейских писателей и журналистов Польши (Zrzeszenia Pisarzy i Dziennikarzy Żydowskich w Warszawie.). Печатался в различных периодических изданиях — «Дос Фолк», «Ди Трибуне», «Илюстрирте Вох», «Дер Юд» и «Ха-Тор». Некоторое время редактировал журнал «Дер Момент» в Варшаве. Был ведущим журналистом и театральным критиком в «Унзер экспресс» и «Экспресс». В 1926 — основатель газеты «Варшавер экспресс». 

После начала Второй мировой войны бежал во Львов. Через некоторое время вернулся в Варшаву и был отправлен в гетто. Умер от брюшного тифа.

Автор сборников стихов, сборника эссе о еврейских деятелях культуры, книг впечатлений о поездке в Эрец-Исраэль.

## Произведения
- «Dos cijonisze Erec Jisroel in licht fun perzenłeche beobachtungen» (1922)
- «A bichełe lider» (1931)
- «In a literarariszer sztub» (1937)
- «Buch un bine» (1939)